# Есенбаев, Махамбет
Махамбет Есенбаев, другой вариант фамилии — Есембаев (1901 год, аул Бес-Арал, Гурьевский уезд, Уральская область, Степное генерал-губернаторство, Российская империя — 1965 год, Махамбетский район, Гурьевская область, Казахская ССР) — старший чабан Баксайского каракулеводческого совхоза Гурьевской области. Герой Социалистического Труда (1958).

## Биография
Родился в 1901 году в бедной крестьянской семье в ауле Бес-Арал Гурьевского уезда (сегодня — Махамбетский район Атырауской области). С раннего детства занимался выпасом овец. С 1917 года трудился рабочим на заготовке мяса на мясокомбинате. С 1932 года — старший чабан Баксайского каракулеводческого совхоза Гурьевской области.
Бригада под его руководством круглогодично занималась выпасом овец на пастбищах. Несмотря на трудную зимовку 1957—1958 годов бригада полностью сохранила поголовье отары и получила в среднем от каждой сотни овцематок по 132 ягнёнка и настригла в среднем по три килограмм шерсти с каждой овцы. Сдал совхозу 150 каракулевых смушек, превысив прошлогодние показатели на 43 %. Указом Президиума Верховного Совета СССР «О присвоении звания Героя Социалистического Труда передовикам животноводства Казахской ССР» от 29 марта 1958 года удостоен звания Героя Социалистического Труда за «выдающиеся успехи, достигнутые в деле развития овцеводства, увеличения производства и сдачи государству мяса, шерсти и шкурок каракуля в 1957 году, и широкое применение в практике своей работы достижений науки и передового опыта» с вручением ордена Ленина и золотой медали «Серп и Молот».
В последующие годы три года содержал отару в 850 голов и вырастил в среднем от каждой сотни овцематок по 150 ягнят.
После выхода на пенсию в 1963 году проживал в совхозе «Баксай» Махамбетского района. Умер в 1965 году.

## Награды
- Герой Социалистического Труда
- Орден Ленина
- Медаль «За доблестный труд в Великой Отечественной войне 1941—1945 гг.»
- Заслуженный мастер социалистического животноводства (12.09.1957)
- Его имя занесено в Почётную книгу Гурьевской области